# Cantone di Amboise
Il Cantone di Amboise è una divisione amministrativa dell'arrondissement di Tours.
A seguito della riforma approvata con decreto del 18 febbraio 2014, che ha avuto attuazione dopo le elezioni dipartimentali del 2015, è passato da 12 a 14 comuni.

## Composizione
I 12 comuni facenti parte prima della riforma del 2014 erano:
- Amboise
- Cangey
- Chargé
- Limeray
- Lussault-sur-Loire
- Montreuil-en-Touraine
- Mosnes
- Nazelles-Négron
- Pocé-sur-Cisse
- Saint-Ouen-les-Vignes
- Saint-Règle
- Souvigny-de-Touraine

Dal 2015 i comuni appartenenti al cantone sono i seguenti 14:
- Amboise
- Cangey
- Chargé
- Limeray
- Lussault-sur-Loire
- Montreuil-en-Touraine
- Mosnes
- Nazelles-Négron
- Neuillé-le-Lierre
- Noizay
- Pocé-sur-Cisse
- Saint-Ouen-les-Vignes
- Saint-Règle
- Souvigny-de-Touraine